# Åke Andersson (speedwayförare)
För andra betydelser, se Åke Andersson (olika betydelser)
Åke Andersson, född den 14 november 1936 i Rödjenäs, Småland, är en svensk speedwayförare. Han körde speedway i 33 säsonger (1954-1986) för klubbarna Dackarna, Getingarna Speedway, Njudungarna, Lejonen, Brassarna och Västervik Speedway.
Åke Andersson var mellan 2004 och 2006 mekaniker och rådgivare till Tomas H. Jonasson.